# Tupin-et-Semons
Tupin-et-Semons és un municipi francès situat al departament del Roine i a la regió d'Alvèrnia-Roine-Alps. L'any 2007 tenia 601 habitants.

## Demografia

### Població
El 2007 la població de fet de Tupin-et-Semons era de 601 persones. Hi havia 217 famílies de les quals 34 eren unipersonals (19 homes vivint sols i 15 dones vivint soles), 74 parelles sense fills, 105 parelles amb fills i 4 famílies monoparentals amb fills.
La població ha evolucionat segons el següent gràfic:
Habitants censats

### Habitatges
El 2007 hi havia 235 habitatges, 221 eren l'habitatge principal de la família, 10 eren segones residències i 4 estaven desocupats. 223 eren cases i 10 eren apartaments. Dels 221 habitatges principals, 201 estaven ocupats pels seus propietaris, 17 estaven llogats i ocupats pels llogaters i 2 estaven cedits a títol gratuït; 5 tenien dues cambres, 16 en tenien tres, 67 en tenien quatre i 133 en tenien cinc o més. 209 habitatges disposaven pel capbaix d'una plaça de pàrquing. A 58 habitatges hi havia un automòbil i a 155 n'hi havia dos o més.

### Piràmide de població
La piràmide de població per edats i sexe el 2009 era:
| Homes | Edats   | Dones |
| ----- | ------- | ----- |
| 0     | 95 o +  | 0     |
| 0     | 90 a 94 | 0     |
| 0     | 85 a 89 | 0     |
| 0     | 80 a 84 | 8     |
| 0     | 75 a 79 | 4     |
| 12    | 70 a 74 | 8     |
| 8     | 65 a 69 | 12    |
| 16    | 60 a 64 | 16    |
| 4     | 55 a 59 | 16    |
| 28    | 50 a 54 | 20    |
| 32    | 45 a 49 | 24    |
| 20    | 40 a 44 | 28    |
| 8     | 35 a 39 | 20    |
| 16    | 30 a 34 | 4     |
| 0     | 25 a 29 | 0     |
| 8     | 20 a 24 | 12    |
| 12    | 15 a 19 | 28    |
| 24    | 10 a 14 | 40    |
| 8     | 5 a 9   | 12    |
| 4     | 0 a 4   | 0     |

## Economia
El 2007 la població en edat de treballar era de 393 persones, 300 eren actives i 93 eren inactives. De les 300 persones actives 291 estaven ocupades (150 homes i 141 dones) i 9 estaven aturades (2 homes i 7 dones). De les 93 persones inactives 33 estaven jubilades, 34 estaven estudiant i 26 estaven classificades com a «altres inactius».

### Ingressos
El 2009 a Tupin-et-Semons hi havia 225 unitats fiscals que integraven 632,5 persones, la mediana anual d'ingressos fiscals per persona era de 22.535 €.

### Activitats econòmiques
Dels 21 establiments que hi havia el 2007, 4 eren d'empreses de construcció, 5 d'empreses de comerç i reparació d'automòbils, 1 d'una empresa de transport, 3 d'empreses d'hostatgeria i restauració, 1 d'una empresa d'informació i comunicació, 1 d'una empresa financera, 4 d'empreses de serveis i 2 d'empreses classificades com a «altres activitats de serveis».
Dels 7 establiments de servei als particulars que hi havia el 2009, 1 era un guixaire pintor, 1 fusteria, 1 electricista, 3 restaurants i 1 saló de bellesa.
L'any 2000 a Tupin-et-Semons hi havia 26 explotacions agrícoles que ocupaven un total de 224 hectàrees.

## Equipaments sanitaris i escolars
El 2009 hi havia una escola elemental.

## Poblacions més properes
El següent diagrama mostra les poblacions més properes.